# Kevin Alston
Kevin Lawrence Alston (Washington, 5 maggio 1988) è un ex calciatore statunitense, di ruolo difensore.

## Carriera

### Club
Ha giocato nella massima serie nordamericana (statunitense).

### Nazionale
Ha militato nelle nazionali giovanili statunitensi Under-17 ed Under-18.

## Statistiche

### Presenze e reti nei club
Statistiche aggiornate al 13 novembre 2021.
| Stagione               | Squadra                | Campionato             | Campionato | Campionato | Coppe nazionali | Coppe nazionali | Coppe nazionali | Coppe continentali | Coppe continentali | Coppe continentali | Altre coppe | Altre coppe | Altre coppe | Totale | Totale |
| Stagione               | Squadra                | Comp                   | Pres       | Reti       | Comp            | Pres            | Reti            | Comp               | Pres               | Reti               | Comp        | Pres        | Reti        | Pres   | Reti   |
| ---------------------- | ---------------------- | ---------------------- | ---------- | ---------- | --------------- | --------------- | --------------- | ------------------ | ------------------ | ------------------ | ----------- | ----------- | ----------- | ------ | ------ |
| 2009                   | N.E. Revolution        | MLS                    | 26+2       | 0          | USOC            | 0               | 0               | SL                 | 2                  | 0                  |             | -           | -           | 30     | 0      |
| 2010                   | N.E. Revolution        | MLS                    | 22         | 0          | USOC            | 0               | 0               | SL                 | 4                  | 1                  |             | -           | -           | 26     | 1      |
| 2011                   | N.E. Revolution        | MLS                    | 33         | 0          | USOC            | 0               | 0               |                    | -                  | -                  |             | -           | -           | 33     | 0      |
| 2012                   | N.E. Revolution        | MLS                    | 31         | 0          | USOC            | 0               | 0               |                    | -                  | -                  |             | -           | -           | 31     | 0      |
| 2013                   | N.E. Revolution        | MLS                    | 9          | 0          | USOC            | 0               | 0               |                    | -                  | -                  |             | -           | -           | 9      | 0      |
| 2014                   | N.E. Revolution        | MLS                    | 11+4       | 1+0        | USOC            | 0               | 0               |                    | -                  | -                  |             | -           | -           | 15     | 1      |
| 2015                   | N.E. Revolution        | MLS                    | 16+1       | 0          | USOC            | 1               | 0               |                    | -                  | -                  |             | -           | -           | 18     | 0      |
| Totale N.E. Revolution | Totale N.E. Revolution | Totale N.E. Revolution | 155        | 1          |                 | 1               | 0               |                    | 6                  | 1                  |             | -           | -           | 162    | 2      |
| 2016                   | Orlando City           | MLS                    | 24         | 0          | USOC            | 2               | 0               |                    | -                  | -                  |             | -           | -           | 26     | 0      |
| 2017                   | Orlando City           | MLS                    | 0          | 0          | USOC            | 0               | 0               |                    | -                  | -                  |             | -           | -           | 0      | 0      |
| Totale Orlando City    | Totale Orlando City    | Totale Orlando City    | 24         | 0          |                 | 2               | 0               |                    | -                  | -                  |             | -           | -           | 26     | 0      |
| 2017                   | Orlando City B         | USL                    | 12         | 0          |                 | -               | -               |                    | -                  | -                  |             | -           | -           | 12     | 0      |
| 2018                   | Orange County          | USL                    | 20+3       | 0          | USOC            | 0               | 0               |                    | -                  | -                  |             | -           | -           | 23     | 0      |
| 2019                   | Orange County          | USLC                   | 20+1       | 1+0        | USOC            | 1               | 0               |                    | -                  | -                  |             | -           | -           | 22     | 1      |
| 2020                   | Orange County          | USLC                   | 13         | 0          |                 | -               | -               |                    | -                  | -                  |             | -           | -           | 13     | 0      |
| 2021                   | Orange County          | USLC                   | 22+4       | 0          |                 | -               | -               |                    | -                  | -                  |             | -           | -           | 26     | 0      |
| Totale Orange County   | Totale Orange County   | Totale Orange County   | 83         | 1          |                 | 1               | 0               |                    | -                  | -                  |             | -           | -           | 84     | 1      |
| Totale carriera        | Totale carriera        | Totale carriera        | 283        | 2          |                 | 4               | 0               |                    | 6                  | 1                  |             | -           | -           | 293    | 3      |

## Palmarès

### Competizioni nazionali
- USL Championship: 1

Orange County: 2021